# Янковская-Цесляк, Ядвига
Ядвига Янковская-Цесляк (пол. Jadwiga Jankowska-Cieślak; 15 февраля 1951, Гданьск — 15 апреля 2025) — польская актриса театра, кино и телевидения; также актриса озвучивания.

## Биография
Ядвига Янковская родилась 15 февраля 1951 года в Гданьске. Актёрское образование получила в Театральной академии им. А. Зельверовича в Варшаве, которую окончила в 1972 году. Актриса театров в Варшаве. Выступала в спектаклях польского «театра телевидения» в 1975—1999 годах.
Умерла 15 апреля 2025 года в возрасте 74 лет.

## Избранная фильмография

### Актриса
- 1972 — Нужно убить эту любовь / Trzeba zabić tę miłość
- 1973 — Награды и отличия / Nagrody i odznaczenia
- 1976-1977 — Польские пути / Polskie drogi (телесериал)
- 1981 — Ян Сердце / Jan Serce (телесериал)
- 1982 — Глядя друг на друга / Egymásra nézve
- 1983 — Внутреннее состояние / Stan wewnętrzny
- 1992 — Перстенёк с орлом в короне / Pierścionek z orłem w koronie
- 2009 — Аир / Tatarak
- 2011 — Виски с молоком

### Озвучивание
- 1976 — С любовью / Con amore
- 1976 — Доложи, 07 / 07 zgłoś się (телесериал)

## Признание
- 1978 — Награда «Комитета в дела радио и телевидение» за роль в телесериале «Польские пути».
- 1979 — Бронзовый Крест Заслуги.
- 1982 — Приз за лучшую женскую роль (в венгерском фильме «Глядя друг на друга») — 35-й Каннский кинофестиваль.
- 2007 — Кавалерский крест Ордена Возрождения Польши.
- 2009 — Золотая Медаль «За заслуги в культуре Gloria Artis».